# IC 1208
IC 1208 је лентикуларна галаксија у сазвјежђу Сјеверна круна која се налази на листи објеката дубоког неба у Индекс каталогу.
Деклинација објекта је + 36° 31' 39" а ректасцензија 16h 15m 47,8s. Привидна величина (магнитуда) објекта IC 1208 износи 14,4 а фотографска магнитуда 15,3. IC 1208 је још познат и под ознакама CGCG 196-16, , PGC 57650.